# Macrothemis rupicola
Macrothemis rupicola – gatunek ważki z rodziny ważkowatych (Libellulidae). Występuje na terenie Ameryki Południowej.